# Signature Tower Jakarta
Signature Tower — запланированный небоскрёб в Джакарте, Индонезия. Предполагаемая высота составляет 638 м (636 м).
Здание будет иметь 113 (111) этажей.
В 1992 году на данном участке предлагалось построить 88-этажный небоскрёб.
Планы по строительству небоскрёба были представлены в 2010 году, застройщики надеялись начать строительство в 2015 году. Разрешение на строительство башни было выдано в конце 2015 года. Строительство планировалось начать в третьем квартале 2016 года, при условии, что удастся получить кредит в размере примерно 1,5 миллиарда долларов.
В 2017 году было принято решение, что строительством башни займётся компания China State Construction Engineering. Завершить строительство планировалось в 2022 году.
Планируемый небоскреб является частью проекта реконструкции центрального делового района Судирман площадью 45 гектаров (110 акров), расположенного недалеко от развязки Семангги и к югу от стадиона Гелора Бунг Карно. Он находится в пределах Золотого треугольника Джакарты, где расположено большинство основных районов застройки города.
После завершения строительства здание должно включать в себя шесть подвальных этажей, используемых под парковочные места, в то время как на подиуме разместятся торговые, конференц-залы и развлекательные заведения, а остальная часть небоскреба будет использоваться как офисные и жилые помещения.
Из-за наличия нестабильных аллювиальных отложений в бассейне Джакарты и сейсмоопасной зоны, где будет построен небоскреб, проект должен соответствовать сейсмическим критериям с использованием вероятностного анализа сейсмической опасности (PSHA), определенного Тихоокеанским центром инженерных исследований землетрясений (PEER), положениями о высотных зданиях и Американским обществом институт инженеров-строителей (ASCE). Кроме того, испытания в аэродинамической трубе должны проводиться в соответствии с городскими правилами из-за высоты здания, превышающей 50 этажей и 200 м. Аэродинамические испытания проводились путем применения масштабированной скорости ветра к модели небоскреба в масштабе 1:500, что эквивалентно применению среднечасовой скорости ветра в 40 м/с к фактическому проекту.
13 июля 2017 года исполняющий обязанности губернатора Джакарты Джарот Сяйфул Хидаят принял участие в региональной встрече с застройщиками, на которой было достигнуто соглашение об интеграции башни с разработками Джакартского метро.

## Основа
Чтобы приспособить уровни цокольного этажа, перед началом строительства пришлось выкопать 23,5 м и осушать их. Буронабивные сваи диаметром 1,2 м и длиной 90 м с шагом 3,6 м были подвешены в системе матового фундамента толщиной от 6,5 м до 7,5 м, предназначенной для защиты от ветровых и сейсмических нагрузок. Этот метод также перераспределяет осевые нагрузки поверх более твердых и плотных отложений, лежащих в основе аллювия. Стену подвала окружает стена из шлама толщиной 1,1 м, предназначенная для того, чтобы выдерживать и удерживать давление как грунтовых вод, так и почвы.

## Структура
Чтобы выдерживать боковые нагрузки, будет использована система «сердечник-выносная опора-мега-рама», состоящая из двух основных компонентов. Основная система будет состоять из композитного бетонного сердечника, соединенного с восемью окружающими суперколоннами, подвешенными внутри сети стальных выносных ферм, которая охватывает два этажа. Мегакаркас, состоящий из сети из девяти ленточных ферм, соединяющих суперколонны вместе, составит вторичную систему, которая окружает первичную конструкцию. Суперколонны со временем будут утончаться и наклоняться к вершине, чтобы соответствовать профилю архитектурной вершины. Бетонный каркас площадью 31 м, в котором расположены шахты лифтов и лестничные клетки, будет уменьшен до 6 м в верхней части при толщине грунта 1,1 м для размещения дополнительного пространства. Перекрытия, расположенные между первичной и вторичной системами, будут иметь гибридную конструкцию, состоящую из бетонных плит поверх металлического настила, что сократит время строительства и уменьшит дополнительные нагрузки.